# Portada/article febrer 28

## Venus
Venus és el segon planeta del sistema solar. És un dels denominats planetes interiors o terrestres. És conegut popularment com l'estrela del matí o estrela vespertina, atés que només es pot observar una estona abans de l'alba o en el fosquejar.
El seu nom prové de la deessa romana de l'amor, probablement per ser el planeta més brillant conegut pels antics. En estar en una òrbita interior a la terrestre la seua superfície presenta fases marcades que van ser per primera vegada observades per Galileo Galilei.